# Mario Adorf
Mario Adorf, född 8 september 1930 i Zürich, Schweiz, är en tysk-italiensk skådespelare. Adorf anses som en av Tysklands mest populära skådespelare. Han har firat stora framgångar i tysk och internationell film. Under 1970-talet spelade Adorf i Katharina Blums förlorade heder (1975) och i den Oscarsbelönade Blecktrumman (1979).

## Biografi
Mario Adorf föddes som utomäktenskapligt barn till en tyska från Elsass och en gift italienare. Han växte upp med sin mor i sin morfars hemstad Mayen. Från 1950 studerade han filosofi och dramatik i Mainz. 1953 flyttade han till Zürich och arbetade där som statist och regiassistent vid en studentteater. En skådespelarutbildning följde på Otto-Falckenberg-Schule i München. 1955–1962 var Adorf engagerad som skådespelare vid Münchner Kammerspiele.

## Filmografi i urval
- 1958 – Rosemarie – glädjeflickan
- 1965 – Ten Little Indians
- 1966 – Den vilda jakten på juvelerna
- 1969 – Det röda tältet
- 1970 – Ljudet från kristallfågeln
- 1970 – Veteranligan
- 1972 – Kaliber 9
- 1973 – Resan till Wien
- 1975 – Katharina Blums förlorade heder
- 1976 – Bomber och Paganini
- 1977 – ...men naggande god
- 1978 – Fedora
- 1979 – Blecktrumman
- 1981 – Lola
- 1985 – Träffpunkt Genève
- 1986 – Momo
- 1986 – Second Victory
- 1994 – Felidae (röst)
- 1997 – Fröken Smillas känsla för snö